# Schizonycha squamosa
Schizonycha squamosa är en skalbaggsart som beskrevs av Achille Raffray 1877. Schizonycha squamosa ingår i släktet Schizonycha och familjen Melolonthidae. Inga underarter finns listade i Catalogue of Life.